# Руска азбука
Руски алфабет (рус. русский алфавит) је алфабет руског језика. Укупно има 33 слова и креирана је 1918. године (слово Ё је у употреби тек од 1942. године). Раније су људи сматрали да у руској азбуци има 32 слова, пошто се сматрало да је Ё варијанта слова Е.

## Азбука
| 1    | 2             | 3    | 4           | 5    | 6     | 7              |
| А а  | Б б           | В в  | Г г         | Д д  | Е е   | Ё ё            |
|      |               |      |             |      |       |                |
| (а)  | (бэ)          | (вэ) | (гэ)        | (дэ) | (е)   | (ё)            |
|      |               |      |             |      |       |                |
| 8    | 9             | 10   | 11          | 12   | 13    | 14             |
| Ж ж  | З з           | И и  | Й й         | К к  | Л л   | М м            |
|      |               |      |             |      |       |                |
| (же) | (зэ)          | (и)  | (и краткое) | (ка) | (эль) | (эм)           |
|      |               |      |             |      |       |                |
| 15   | 16            | 17   | 18          | 19   | 20    | 21             |
| Н н  | О о           | П п  | Р р         | С с  | Т т   | У у            |
|      |               |      |             |      |       |                |
| (эн) | (о)           | (пэ) | (эр)        | (эс) | (тэ)  | (у)            |
|      |               |      |             |      |       |                |
| 22   | 23            | 24   | 25          | 26   | 27    | 28             |
| Ф ф  | Х х           | Ц ц  | Ч ч         | Ш ш  | Щ щ   | Ъ ъ            |
|      |               |      |             |      |       |                |
| (эф) | (ха)          | (це) | (че)        | (ша) | (ща)  | (твёрдый знак) |
|      |               |      |             |      |       |                |
| 29   | 30            | 31   | 32          | 33   |       |                |
| Ы ы  | Ь ь           | Э э  | Ю ю         | Я я  |       |                |
|      |               |      |             |      |       |                |
| (ы)  | (мягкий знак) | (э)  | (ю)         | (я)  |       |                |

## Слова која више нису у употреби
- Кси (Ѯ)  - избацио га је Петар I и заменио га комбинацијом КС; касније враћено, али коначно избачено 1735. У цивилном писму изгледало је као ижица са репом.
- Пси (Ѱ)  - избацио га је Петар I заменио га комбинацијом ПС, никада није враћено.
- Омега (Ѡ) и От (Ѿ) - избацио их је Петар I и заменио их комбинацијама О и ОТ, никада нису враћена.
- Фита (Ѳ)  - избацио га је Петар I 1707. - 1708., али га је вратио 1710, враћајући црквенословенска правила за употребу овог слова. Избачено је 1918. године.
- Ижица (Ѵ)  - избацио га је Петар I и заменио га је са И, касније је враћено, али је поново избачено 1735. године, и поново враћено 1758. године. Употребљавало се све мање и од 1870-их се обично сматрало укинутим и више није било укључено у руску азбуку, иако је остало све до 1917-1918.
- I  - Петар I је избацио слово I, али га је касније вратио, мењајући правила за употребу овог слова у поређењу са црквенословенским (касније су враћена црквенословенска правила, са изузетком етимолошке употребе ових слова у позајмљеницама). Правила у вези са бројем тачака изнад такође сам променио: Петар их је избацио. Слово је у потпуности избачено 1917. године.
- Дз (Ѕ) - Петар I је избацио слово Ѕ, али га је затим вратио. Ѕ је у потпуности избачено 1918. године.
- Јотирано А (Ꙗ) и мали јус ( Ѧ )  - Петар И их је заменио са словом Я. Слова су и даље била у употреби али су избачена 1917. године.
- Јат (Ѣ)  - избачено реформом 1917. године.